# Метросексуал
Метросексуа́л (англ. Metrosexual) — термін, введений у 1994 році (разом з іменником «метросексуальність») британським журналістом Марком Сімпсоном для позначення сучасних чоловіків будь-якої сексуальної орієнтації, що мають яскраво виражений естетичний смак і що витрачають інколи багато часу і грошей на удосконалення свого зовнішнього вигляду та способу життя.
Термін «метросексуал» — протилежність термінові «мачо». Метросексуали — шанувальники усього витонченого, прекрасного, піклуються про свою зовнішність, відвідують косметичні салони, дотримуються моди.
У перекладі з американського сленгу слово «метросексуал» виникло в результаті об'єднання двох слів: мегаполіс і стать. Метросексуал — це чоловік, який ретельно стежить за собою — фігурою, зовнішністю, стилем в одязі. Головна відмінність таких чоловіків від звичайних — вдосконалення себе і свого зовнішнього вигляду — це їх мета в житті. Вони люблять ходити в магазини, стежать за станом шкіри і волосся, використовують дорогі парфуми і навіть користуються декоративною косметикою.
У XIX столітті схожий культурний феномен був відомий під назвою денді. Пізніше з'явився ідеологічно протилежний термін — «ретросексуал», чоловік, що дотримується традиційних поглядів на відносини з жінками і чоловічою манерою вдягатися.
Відомі метросексуали:
- Девід Бекхем (футболіст)
- Бред Пітт (актор)
- Кріштіану Роналду (футболіст)
- Денієл Крейґ (актор)